# Квартен
Квартен (нем. Quarten) — коммуна в Швейцарии, в кантоне Санкт-Галлен. 
Входит в состав округа Зарганзерланд. Население составляет 2709 человек (на 31 декабря 2006 года). Официальный код — 3295.